# شارع 14 رمضان
شارع 14 رمضان أحد شوارع منطقة منطقة المنصور في صَوب الكرخ غرب مدينة بغداد، يُعدّ من أهم شوارعها، لكثرة مطاعمه وأسواقه.
في هذا الشارع قوسان في بدايته ونهايته وكان في وسطه مسرح يعرف بمسرح الاحتفالات وكان هذا الشارع علامة رئيسية من علامات بغداد ومقصداً ثابتاً للعوائل العراقية للتنزه والتسوق وحصلت في هذا الشارع العديد من الاشتباكات المسلحة بين القوات العراقية وتنظيم القاعدة في الفترة التي أعقبت الاحتلال الأمريكي للعراق وسقوط حكومة صدام حسين.